# 丹下左膳
『丹下左膳』（たんげさぜん）は、林不忘の新聞連載小説、これを原作とする映画の題名、およびその作品内の主人公である架空の剣士。1927年（昭和2年）から新聞連載小説『新版大岡政談・鈴川源十郎の巻』の登場人物であった、隻眼隻手のニヒルな造型の左膳が人気となり、各社による映画化作品もヒットして、大衆文学、時代劇の代表的なヒーローとなった。

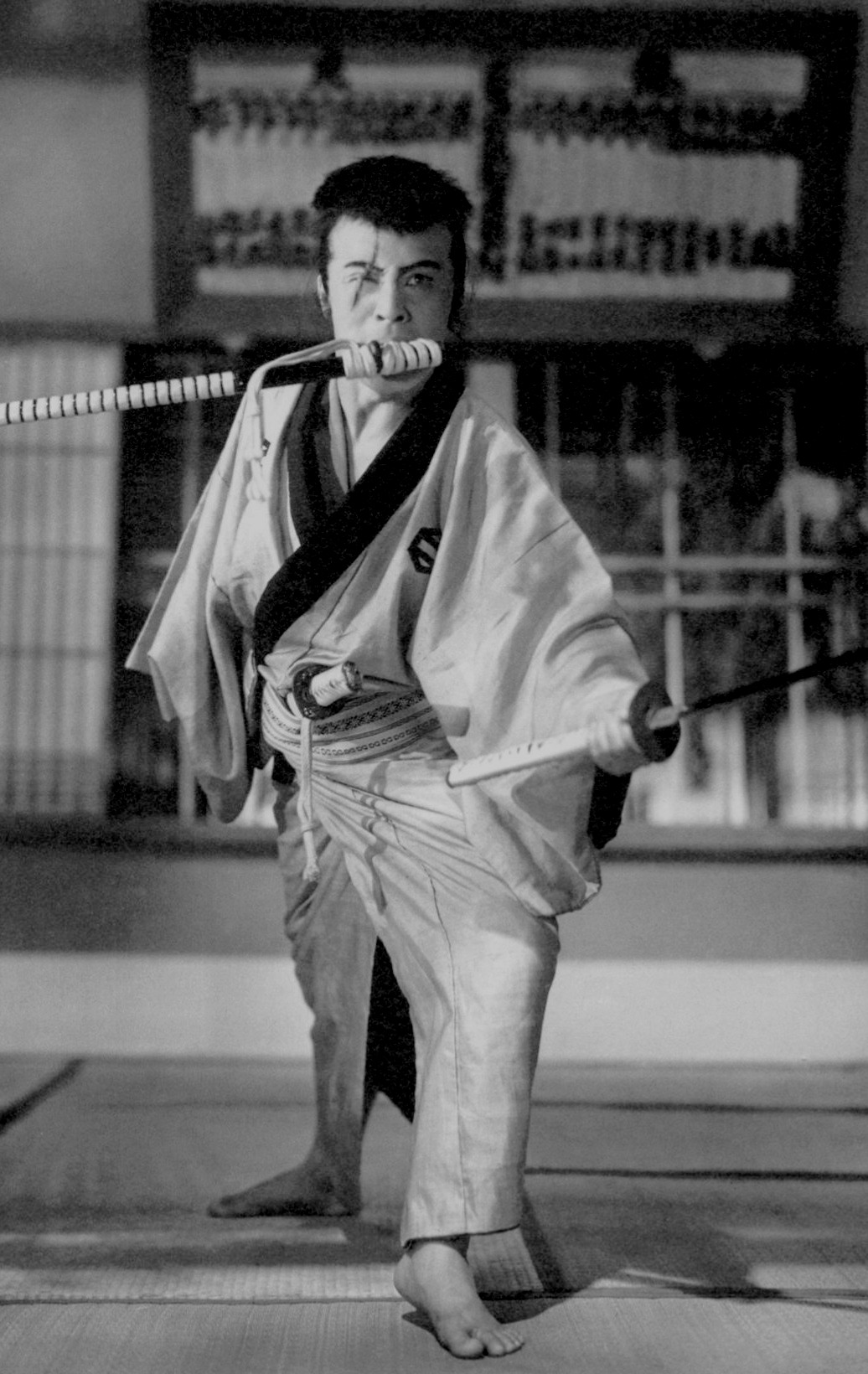
大河内傳次郎

## 小説と映画の流行

### 丹下左膳の登場

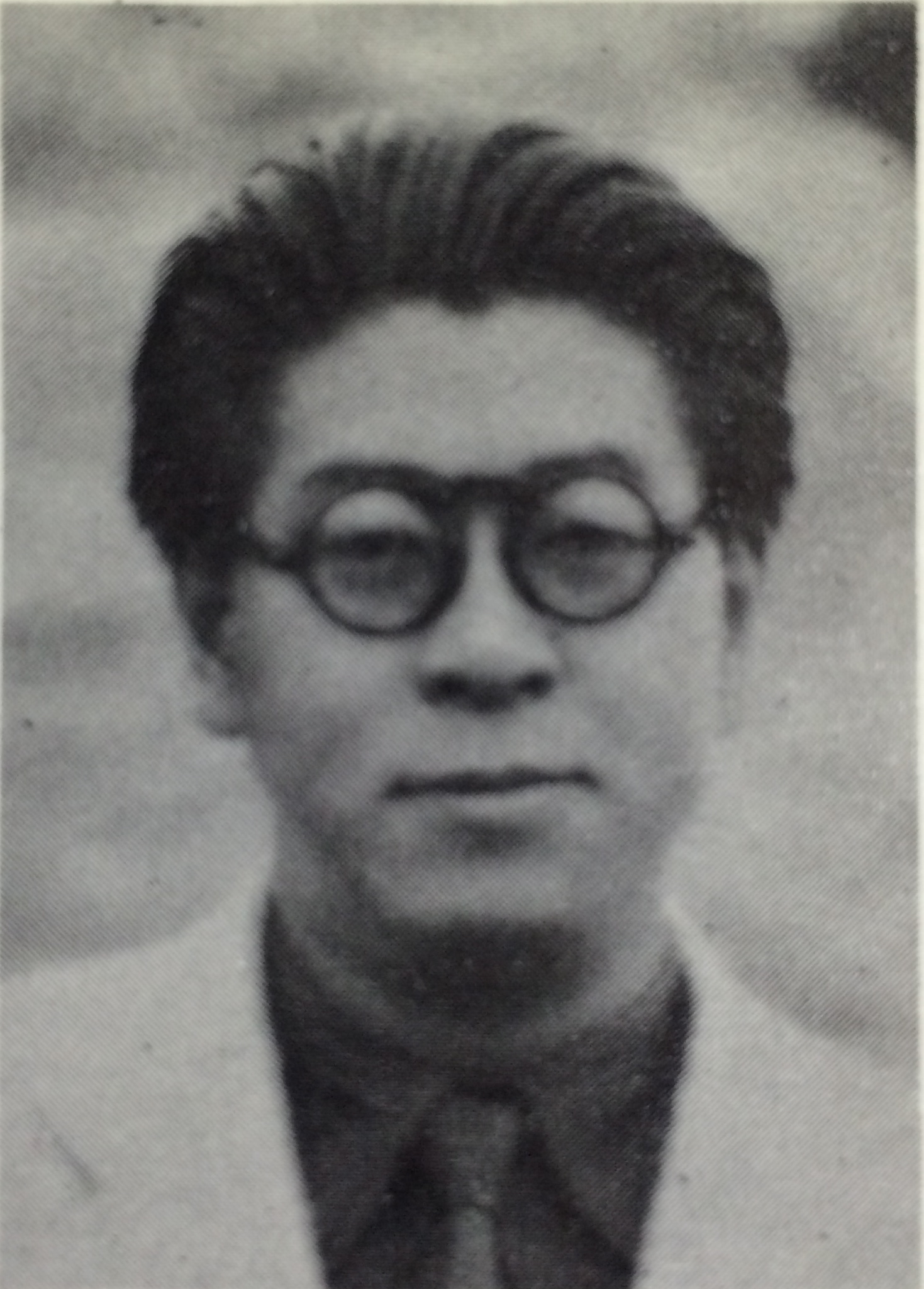
林不忘

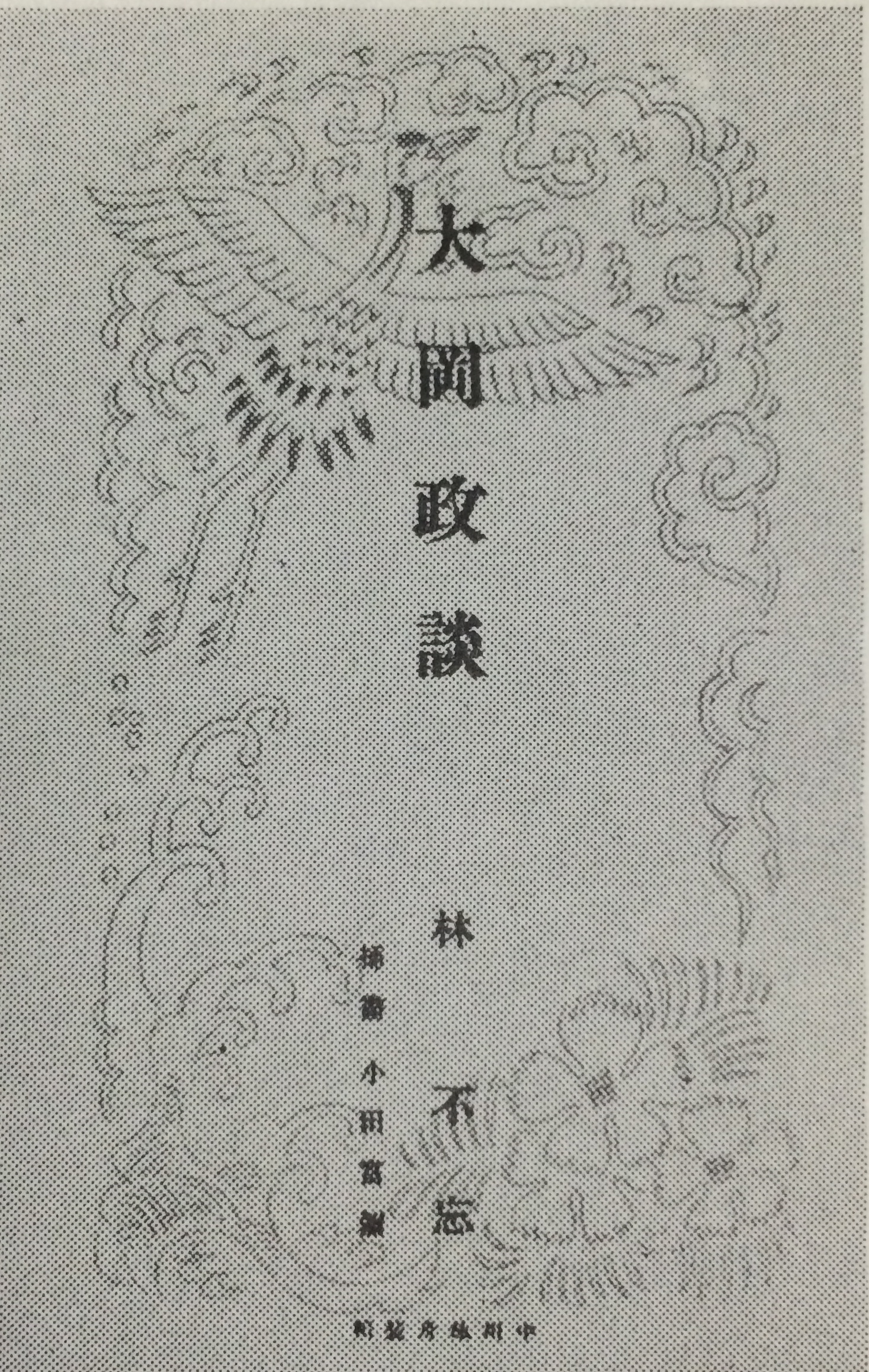
林不忘『新版大岡政談』

林不忘の小説で丹下左膳が登場したのは、1927年に『東京日々新聞』『大阪毎日新聞』夕刊で、10月15日から翌年5月31日に「新講談」と銘打って連載された「新版大岡政談・鈴川源十郎の巻」だった。当初作者は大岡越前ものの連作長編を意図して書き始め、奥州中村6万石・相馬大膳亮の刀剣蒐集癖のために、夜泣きの刀の異名を持つ関の孫六の名刀、乾雲丸・坤竜丸という大小一対の刀を手に入れるために密命により江戸に潜入する家臣が丹下左膳であり、大岡越前の他、この争奪戦に加わった旗本鈴川源十郎、美剣士諏訪栄三郎、怪剣豪蒲生泰軒などとともに一登場人物に過ぎなかった。しかし二刀の持ち主である神変夢想流小野塚鉄斎道場への乱入を始めとして、次々と殺戮を繰り返すニヒルで個性的な人物像、右目と右腕のない異様な姿の侍という設定と、小田富弥の描いた挿絵の魅力によって人気は急上昇した。黒襟の白の着流しというスタイルは小田が創案し、不忘もこれを小説に取り入れた。
原型となる大岡政談の鈴川源十郎ものは多くの講談本でも扱われている題材で、邑井貞吉の講談「大岡政談」では、隻眼隻手の日置（へき）民五郎と旗本鈴川源十郎の2人が組んで悪行を働くというものだったが、不忘の『新版大岡政談』では全く別のストーリーになっている。
この人気にあやかろうと、2月には歌舞伎（浪花座）、新声劇（角座）で上演され、続いて映画会社3社が競ってこれを映画化した。主人公を演じた俳優は、団徳麿（東亜キネマ）、嵐寛寿郎（当時は嵐長三郎）（マキノ・プロダクション）、大河内傳次郎（日活）だった。それぞれ独自の魅力を発揮してヒットした。新聞連載中に映画製作は始まり、作者不忘は原稿を書きながらヨーロッパ歴訪に旅立っていたため、作品の結末が決まっていないままに映画は作られた。大河内、唐沢弘光カメラとのトリオで撮影した伊藤大輔監督は、裏切られたと知った左膳が主君の行列に斬り込み、「おめでたいぞよ丹下左膳」という台詞とともに自刃するという結末として、悲劇の主人公像を作り上げた。伊藤と大河内は『忠次旅日記』からのコンビで、独特のアクションと撮影方法の殺陣と、大河内のグロテスクとも言える憤怒の形相で、競作の中ではもっとも人気を得て、「とに角何といっても面白いんだからやり切れない。伊藤大輔って男は全くたいした野郎だ」（岩崎昶）と評され、キネマ旬報社のランキングで3位となる。また帝国キネマでは『大岡政談 鈴川源十郎の巻』三部作を、日置民五郎役に松本田三郎を配して映画化している。
ニヒルな剣客像は、中里介山『大菩薩峠』の机龍之介以来の系譜であり、同じ1927年には大佛次郎『赤穂浪士』の堀田隼人、土師清二『砂絵呪縛』の森尾重四郎といったニヒリスト剣客が生みだされていた。中里介山が大逆事件の影響を受けたように、この当時も芥川龍之介の自殺や金融恐慌、山東出兵といった社会の閉塞状況がこれらの登場を産んだとも言え、社会の不合理を破壊しようとするこれら剣士を大衆が支持したものと見られている。この小説は三田村鳶魚の『大衆文芸評判記』でも取り扱われており、享保の頃の江戸の各土地柄や金銭感覚、言葉遣いなどが槍玉に挙げられている。一方でこの作品の語り口の中のモダニズム、ナンセンス性、女物の長襦袢を着込んでいるという異性装の倒錯性などエロティズム、グロテスクといった、昭和モダニズムの織り込まれた時代小説であるという評価もされている。
不忘はこのシリーズを「新講談」と銘打ったことについて、「少数読者に向って上昇しつつある大衆文芸を出発線へまで引き戻そうと試みたのが、この『丹下左膳』である。その意図の下に、『新講談』なる肩書を加えてみたのだ」と述べている。

### 続編の制作
原作者の林不忘は、映画の成功により続編を発表することに決めた。今度はタイトルも「丹下左膳」として、左膳が主人公であることを明確にした。当初この作品は『毎日新聞』に1933年（昭和8年）6月7日から11月5日まで連載された。途中で「城戸事件」という毎日新聞社の専務取締役改選を巡る社内抗争により中断し、城戸元亮の退職とともに不忘は毎日新聞の客員として結んでいた新聞小説の専属契約を返上し、続きを『読売新聞』で1934年1月29日から9月19日に連載した。これは柳生家に伝わる「こけ猿の壷」とそこに隠された埋蔵金の争奪戦を描いた物語であり、蒲生泰軒、日光東照宮の修理を命じられた柳生家や、左膳と友情で結ばれる柳生源三郎らの戦いが繰り広げられる。丹下左膳のキャラクターも前作のニヒルな感じから、正義の味方的要素を増した描き方をされている。
前作に続き、前年に日活を退社していた伊藤大輔が大河内の斡旋で日活に復帰した後の第2作として、大河内傳次郎で映画化し、日活および伊藤監督のトーキー第1作となった。キネマ旬報社のランキングで6位。この『剣戟篇』は当時の洋画館であった日比谷劇場でも封切られ、4集続映のヒットとなった。
1930年に不忘が『文芸倶楽部』に連載した『続大岡政談（魔像）』は、丹下左膳ものではなく、美剣士神尾喬之助の復讐譚であるが、これも連載と並行して日活・伊藤監督、大河内が神尾・大岡越前・茨左近の3役で映画化されている。また不忘と親交のあった北一輝も、丹下左膳の映画は欠かさず見ていたという。

### 様々な左膳
1935年の映画、山中貞雄監督の『百万両の壷』はホームドラマ風の作品で、不忘が試写を見た後で「この作品はわたしのつくりだした丹下左膳とはまったく違う。別物だ」と日活に猛抗議し、このため題名が『丹下左膳余話』となり、原作者もクレジットされないものとなった。
1938年に川口松太郎が不忘未亡人の許可を得て、左膳が隻眼隻手となった過程を『新編丹下左膳』として『読売新聞』に連載し、1939年に東宝でこれも大河内傳次郎主演で映画化もされた。ただしこれは舞台が幕末であり、左膳の設定も異なったものになっている。
1963年松竹の丹波哲郎による『丹下左膳』は、主演の丹波が「左腕一本では迫力ある立ち廻りができない」と主張したため、左膳は左目左手を失った設定になった。
1950年には陣出達朗による『女丹下左膳』が書かれ、これも映画化がされている。エピゴーネンとして、和田君示主演の『丹下右膳』（東亜、1930年）、田村邦男主演の『姓は丹下、名は左膳』（新興キネマ、1939年）、さらに2人の丹下左膳が対決するという『龍虎双剣士』（全勝キネマ、1939年、大河内龍、尾形章二郎主演）もある。
1992年に『忠次旅日記』のフィルムが発見されたことに触発され、『新版大岡越前』のフィルム発掘の機会を生むべく巨椋修が『新版丹下左膳 第壱篇 雲霧仁左衛門の巻』を執筆した。

### 「丹下左膳」の大河内傳次郎

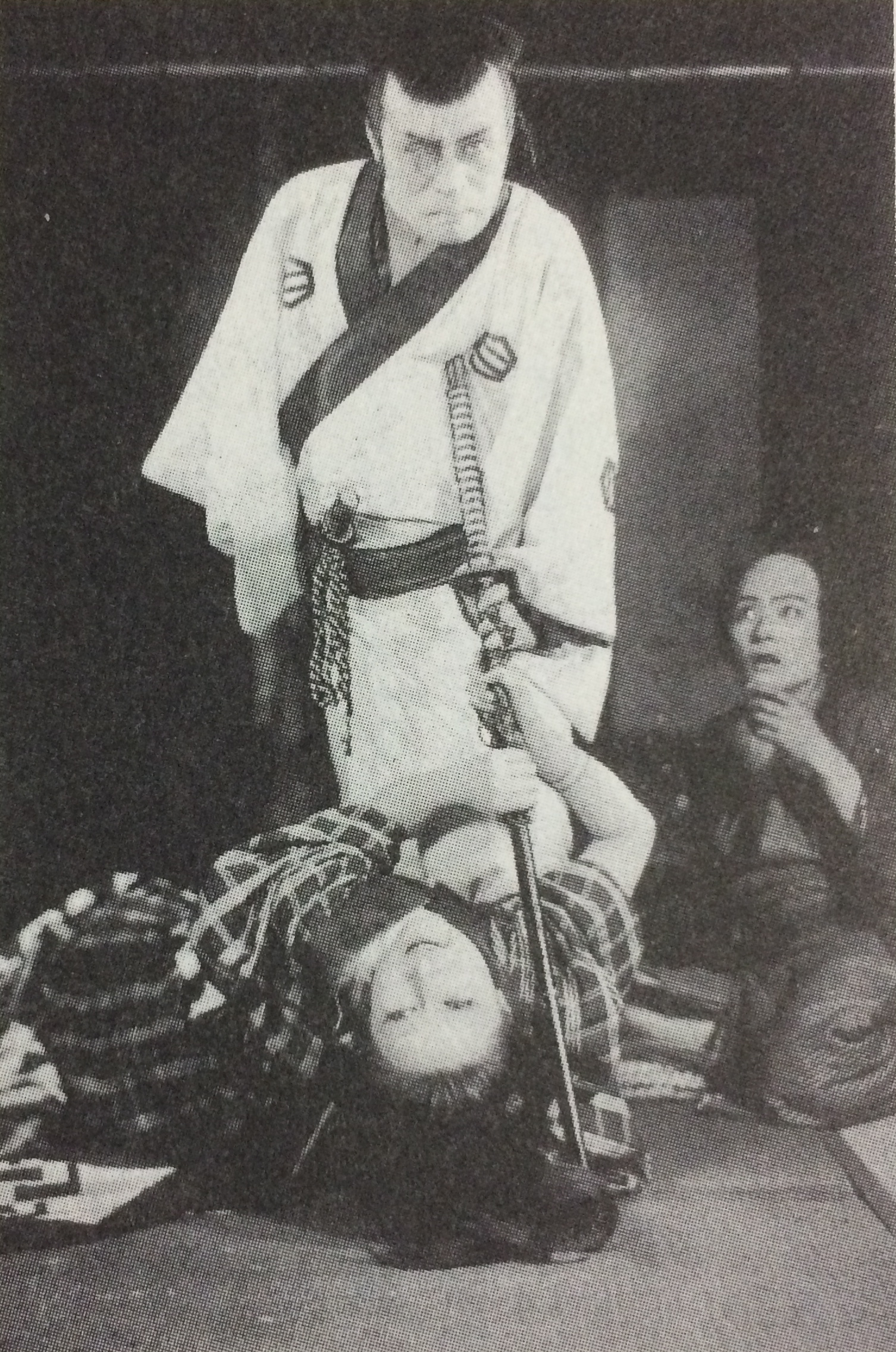
『新版大岡政談』（伊藤大輔監督 1928年）の大河内傳次郎

「丹下左膳」を演じた役者と聞くと、大河内傳次郎と答える著名人は多く、大河内の訛りの利いたセリフと演技が、同時代人にとっては格別の評価を得ている。山川惣治は「丹下左膳は大河内伝次郎にとどめをさす。あの個性の強烈さは他に例がない」、「私が本当に時代劇に熱中したのは（同じ大河内の）『忠次旅日記』と『丹下左膳』シリーズの大河内であった」、「やがてトーキー時代に入り、あの『およよ、しぇいは丹下、名はしゃぜん!!』という太い、朗々たる伝次郎節を聞いてびっくりしたが、なお好きになった」と語っている。
池波正太郎も大河内の左膳のファンで、「いまの俳優で大河内に匹敵するような人はいない」と語り、菊村到は「一番好きなチャンバラ映画は『百万両の壺』」としている。南博はその「独特のセリフのくせがもたらすここちよいいらだたしさ」と、「それに対して鮮やかなコントラストをなす、明快きわまるチャンバラ・シーン」を挙げ、「やはり伝次郎の左膳が、どんな立ち回りのシーンよりも、あの『姓は丹下、名は左膳』とセリフを言っているシーンが、いつまでも強烈な印象を残す」と述べている。
子供のころチャンバラ映画に熱中したという柳家小さんは、「なんたって大河内の左膳」とこれを推し、自分も大河内の左膳にあこがれて役者になりたい、大河内の弟子になろうかとまで考えたが、鏡を見てやめてしまったと当時を振り返っている。
マキノ雅弘監督による1953年からの『丹下左膳』シリーズは、左膳と大岡越前の二役を大河内傳次郎が演じており、また大友柳太朗の丹下左膳は明朗な浪人として描かれているが、蒲生泰軒役として新国劇で大友の先輩に当る大河内傳次郎が出演している。
左膳を慕う櫛巻お藤役では、大河内と共演した伏見直江が評判が高く、団徳麻呂と共演した原駒子は、1937年に『女左膳』（マキノトーキー）も演じた。

### 挿絵
『鈴川源十郎の巻』連載時の挿絵の小田富弥は、歌川国芳から続く歌川派の日本画家だったが、1922年（大正11年）頃に『大阪朝報』で時代小説の挿絵を描いたことから挿絵画家の仕事を始め、次第に人気を得ていた。連載当初は本文中での左膳の着物は「裾に女物の下着がちらちらする」としかなかったため、グレーの着物で描いていたが、連載が進むと「黒襟をかけた白紋付の着流し」という実際にはない衣装を考案し、人気に拍車をかけた。さらに六角形の中に横線を2本引いた一つ独楽という紋も小田が創作した。不忘もこの挿絵に合わせて本文を書いた。小田は連載中に左膳が昼寝をしている絵でうっかり両手を描いてしまい、投書が殺到したことがある。ただし不忘も「あっというまに双手突き」と書いてしまって、これも投書の山となった。
1933年からの連載では志村立美が挿絵を描いたが、これは大佛次郎『広野の果』の挿絵を不忘が見たことによる。志村は「髑髏のような男」という文中の形容から、紋どころを一つ独楽から髑髏に変更し、これも不忘は小説に取り入れた。また映画では右腕のない左膳が刀を抜きやすいように右に刀を差していることが多いが、志村は剣豪であるので刀は左に差して描いた。この『毎日新聞』の連載が打ち切られて、その続きの連載では『読売新聞』で志村、『名古屋新聞』では小田が挿絵を担当した。
1938年からの川口松太郎『新篇丹下左膳』の『読売新聞』夕刊での連載では岩田専太郎が描いた。

## 丹下左膳の関連作品

### 映画

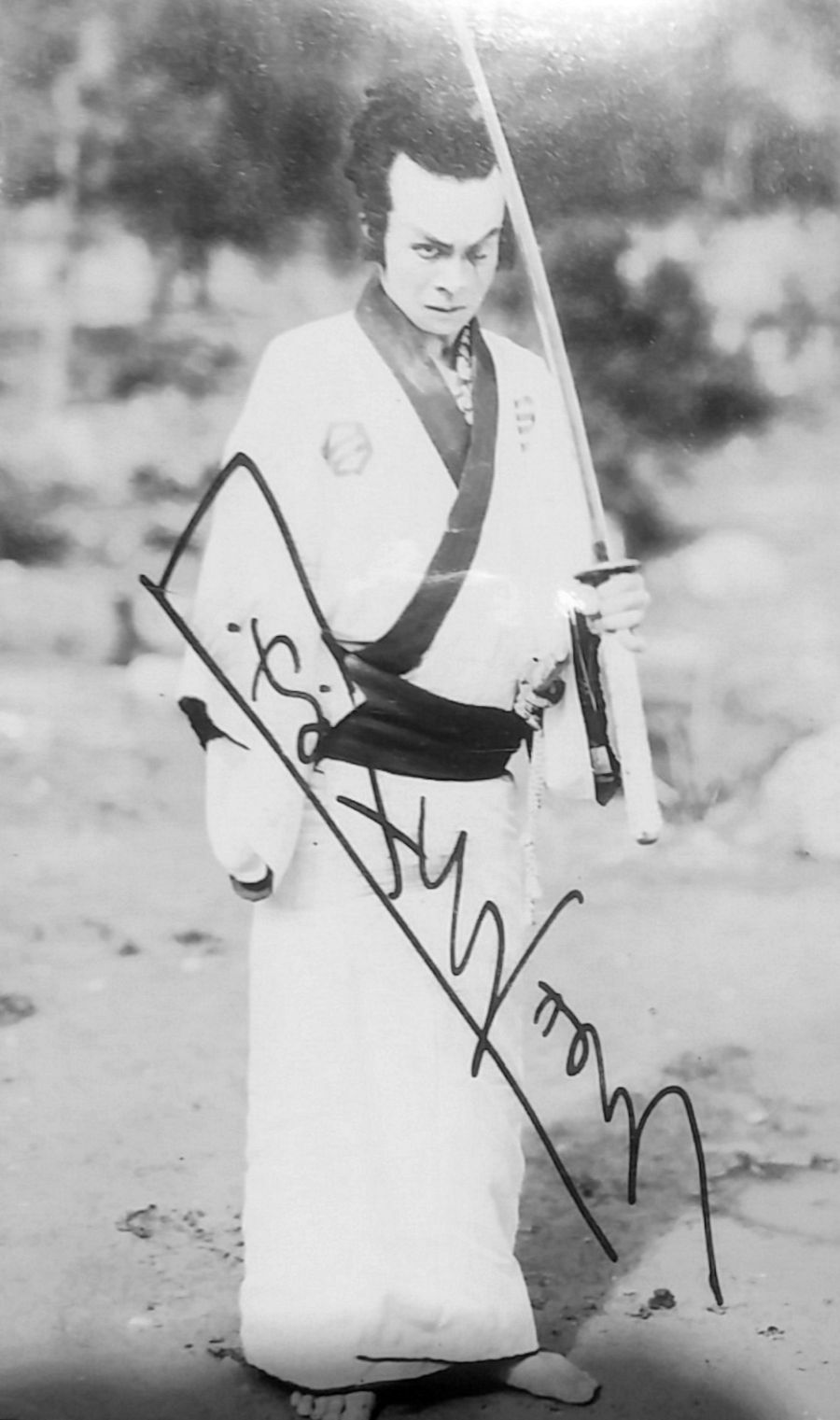
團徳麿
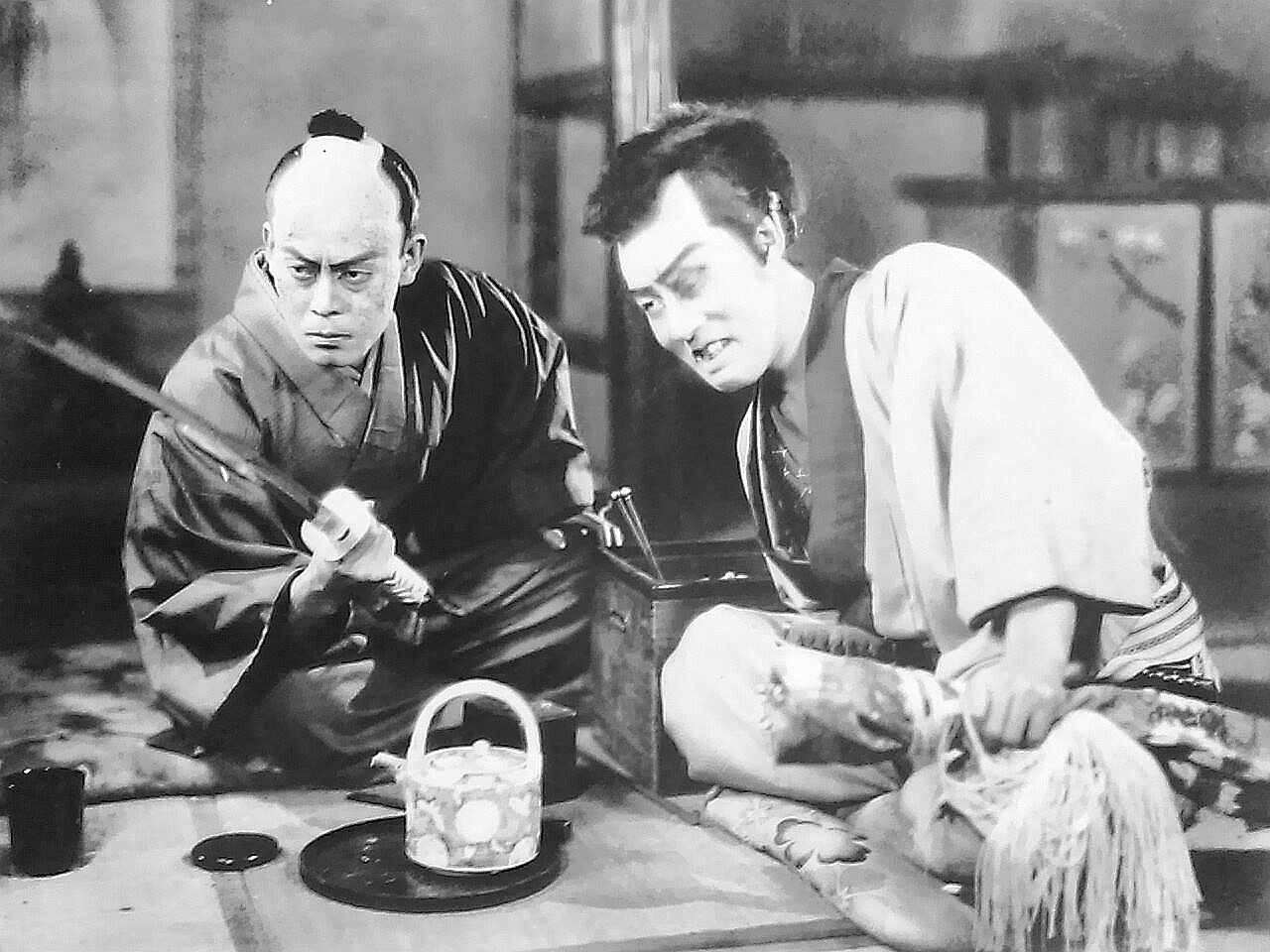
嵐寛寿郎
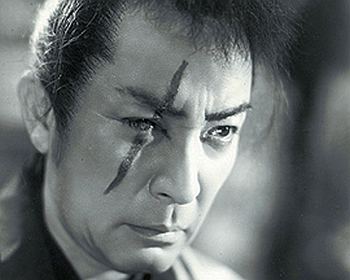
阪東妻三郎
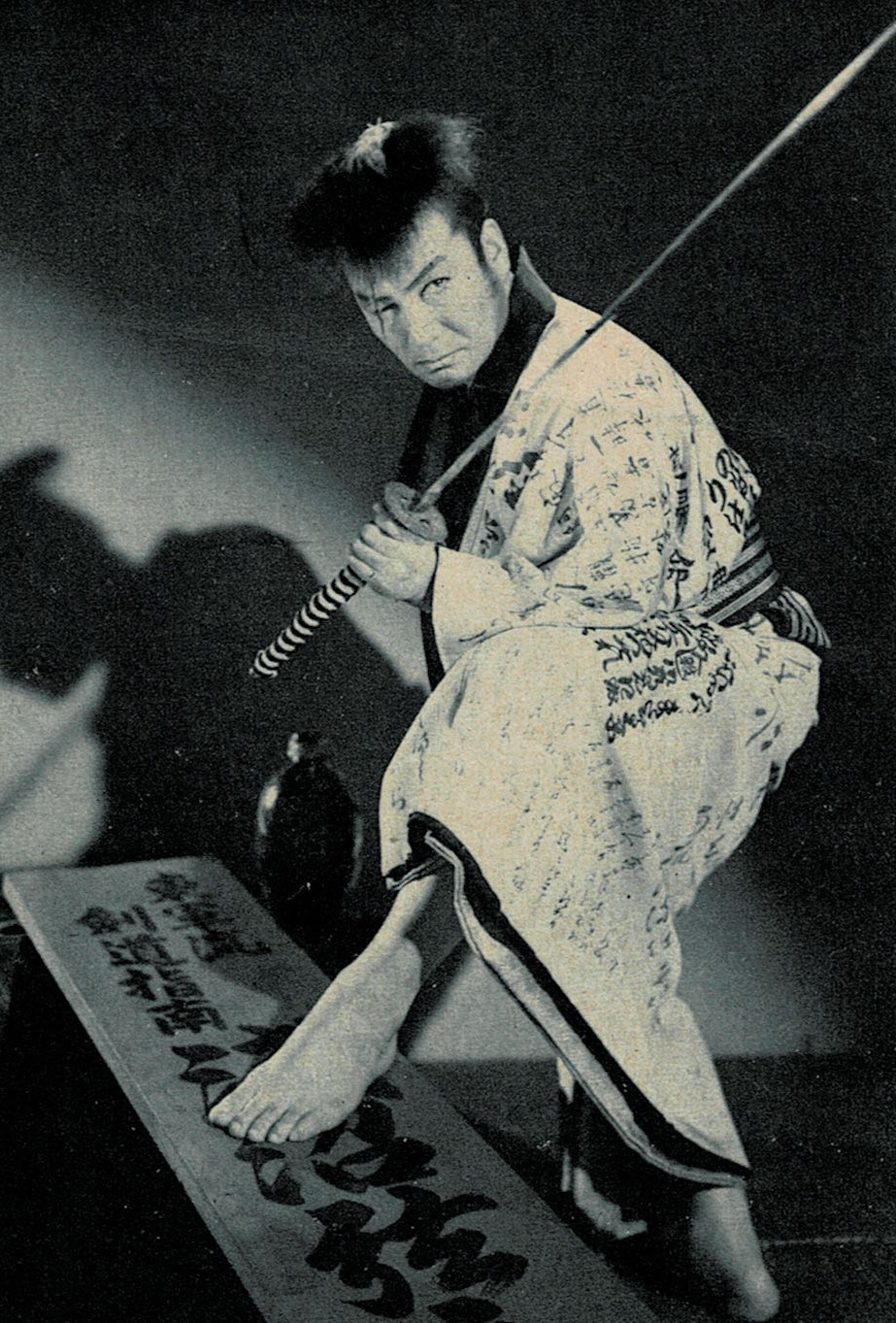
大友柳太朗

### 団徳麿シリーズ
- 新版大岡政談 鈴川源十郎の巻（1928年、東亜、広瀬五郎監督）団徳麿、原駒子、雲井竜之介
- 新版大岡政談 中編（1928年、東亜）
- 新版大岡政談 後編（1928年、東亜）

### 嵐寛寿郎シリーズ
- 新版大岡政談 前編（1928年、マキノ、二川文太郎監督）嵐寛寿郎、大林梅子、武井龍三
- 新版大岡政談 中編（1928年、マキノ）

### 大河内傳次郎シリーズ
- 新版大岡政談 第一編（1928年、日活、伊藤大輔監督）大河内傳次郎、伏見直江、金子鉄郎
- 新版大岡政談 第二編（1928年、日活）
- 新版大岡政談 第三編（1928年、日活）
- 丹下左膳 第一編・第二編・解決編（1933年、日活）

伊藤大輔監督の「ウェスターン・トーキー」第1回作品。大ヒットし、3週続映の好成績を上げた
- 丹下左膳 剣戟編（1934年、日活）
- 丹下左膳余話 百萬両の壺（1935年、日活）
- 丹下左膳 日光の巻（1936年、日活）
- 丹下左膳 愛憎魔剣篇（1937年、日活）
- 丹下左膳 完結咆吼篇（1937年、日活）
- 新篇 丹下左膳 妖刀篇（1938年、東宝）
- 新篇 丹下左膳 隻手篇（1938年、東宝）
- 新篇 丹下左膳 隻眼の巻（1939年、東宝）
- 新篇 丹下左膳 恋車の巻（1939年、東宝）
- 丹下左膳（1953年、大映）
- 続丹下左膳（1953年、大映）
- 丹下左膳 こけ猿の壺（1954年、大映）: 三隅研次監督

### 月形龍之介シリーズ
- 丹下左膳 乾雲必殺の巻（1936年、マキノトーキー、マキノ正博監督）月形龍之介、原駒子、沢村国太郎
- 丹下左膳 坤竜呪縛の巻（1936年、マキノトーキー）

### 水島道太郎シリーズ
- 丹下左膳 乾雲の巻（1956年、日活、マキノ雅弘監督）水島道太郎、月丘夢路、金子信雄
- 丹下左膳 坤竜の巻（1956年、日活）
- 丹下左膳 完結篇（1956年、日活）

### 大友柳太朗シリーズ
- 丹下左膳（1958年、東映、松田定次監督）大友柳太朗、長谷川裕見子、大川橋蔵
- 丹下左膳 怒涛篇（1959年、東映）
- 丹下左膳 妖刀濡れ燕（1960年、東映）
- 丹下左膳 濡れ燕一刀流（1961年、東映）
- 丹下左膳 乾雲坤竜の巻（1962年、東映、加藤泰監督）

### その他
- 丹下左膳（1952年、松竹、松田定次監督）阪東妻三郎、淡島千景、高田浩吉
- 丹下左膳（1963年、松竹京都、内川清一郎監督）丹波哲郎、瑳峨三智子、園井啓介
- 丹下左膳 飛燕居合斬り（1966年、東映、五社英雄監督）中村錦之助、淡路恵子、木村功
- 丹下左膳 百万両の壺（2004年、EDEN ENTERTAINMENT 配給）豊川悦司、和久井映見、野村宏伸

この他、時代劇復興の狼煙が上がった東映で1976年に東映東京撮影所が菅原文太主演・鈴木則文監督で『丹下左膳』の企画を挙げたことがある。

### テレビドラマ
- 山一名作劇場 丹下左膳（1958年10月7日 - 1959年4月14日、日本テレビ系列）主演：丹波哲郎、脚本：川内康範
- 新国劇アワー 丹下左膳（1960年11月17日 - 12月8日（全4回）、フジテレビ系列） - 主演：辰巳柳太郎
- 丹下左膳（1963年10月15日 - 1964年4月28日（全28回）、毎日放送/NETテレビ系列） - 主演：大村崑、脚本：花登筐
- 丹下左膳 (1965年のテレビドラマ)（1965年10月6日 - 1966年3月30日（全26回）、TBS系列） - 主演：中村竹弥
- 丹下左膳 (1967年のテレビドラマ)（1967年10月3日 - 1968年4月2日（全26回）、TBS系列） - 主演：松山英太郎、脚本：雪室俊一
- 丹下左膳 (1970年のテレビドラマ)（1970年4月5日 - 7月5日（全14回）、NETテレビ系列） - 主演：緒形拳
- 江戸巷談 花の日本橋（関西テレビ/フジテレビ系列）
  - 第11回「丹下左膳と櫛巻きお藤」（1971年12月14日） - 主演：若山富三郎
  - 第12回「女が惚れた暴れん坊」（1971年12月21日）
- 丹下左膳 (1974年のテレビドラマ)（読売テレビ/日本テレビ系列） - 主演：高橋幸治、監修・演出：市川崑[注 2]
  - 乾坤篇（1974年10月3日 - 11月21日（全8回））[15]
  - こけ猿の壷篇（1974年11月28日 - 1975年1月9日（全7回））[16]
- 丹下左膳 剣風!百万両の壺（1982年10月22日） - 主演：仲代達矢、監督：五社英雄
- 藤田まことの丹下左膳（テレビ朝日系列） - 主演：藤田まこと
  - 痛快！美女に弱いはぐれ剣士、将軍吉宗の江戸で巨悪を斬る！（1990年8月16日）
  - 大江戸にニセ左膳出現！血を呼ぶ魔剣をめぐって競う美女三人（1991年12月26日）
  - 江戸城狙わる！義賊暗闇小僧を追う左膳と大岡越前（1993年8月12日）
  - 彷徨う丑三つの花嫁・江戸城に渦巻く大陰謀！（1994年9月29日）
- 丹下左膳 (2004年のテレビドラマ)（2004年6月30日、日本テレビ系列） - 主演：中村獅童

### 小説
- 谷屋充『新作丹下左膳』1951年
- 巨椋修『新版丹下左膳 第壱篇 雲霧仁左衛門の巻』福昌堂 1997年

### 漫画
- 丹下左膳（手塚治虫） - 第1弾として「こけ猿の壺の巻」をおもしろブックに掲載、好評から「乾雲坤竜の巻」も掲載が決まるも手塚が風邪に倒れたことから表紙と最初の数ページ以降はこけ猿の時にアシスタントを務めた永島慎二が代筆をしている。
- 丹下左膳（小沢さとる） - 松山英太郎主演テレビドラマのコミカライズ。
- 新版 丹下左膳（米良仁） - 上記同名小説の漫画版。
- キャットディフェンス（作：小池一夫、画：政岡としや）
- おそ松くん（赤塚不二夫）- イヤミが丹下左膳に扮している

### 舞台
- 中村獅童 新橋演舞場・大阪松竹座（2004年 - 2005年）

### 音楽
- 忌野清志郎 ソロアルバム『RUFFY TUFFY』（1999年）のテレビプロモーション[注 3]。および一部ライブにて、丹下左膳のコスプレで出演・演奏した。